# 뱀필리아
뱀필리아(ヴァンピリア, Vampillia)는 일본의 록 음악 밴드이다. 스스로 10명 +알파의 브루털 오케스트라라고 소개한다. 2005년 오사카에서 결성

## 개요
데스 게스 오페라처럼 보컬 3인 바이올린 2인 비올라, 피아노, 기타 2인, 베이스, DJ에 알파로 구성.
요시다 타츠야, 竜巻太郎, 월즈 엔드 걸프렌드의 ー近田和久, 보어덤스 보컬 吉川豊人 다양한 멤버들이 참여하고 있다.
애니멀 컬렉티브의 프로듀서로 알려진 래스티 산토스의 지지로 1집을 만들었다.
2008년 음원도 없는 상태에서 뉴욕 투어를 진행했다. 2009년 EP Sppears를 낸다. 뮤직비디오에 다시로 마사시가 출연했다. 호주 투어를 가졌다.
2011년 미국의 임포턴트 레코드와 계약하고 앨범 Alchemic Heart를 발매했다. 이태리의 코드666을 통해서는 Rule The World = Deathtiny Land를 낸다.SXSW에 참여한 뒤 미국투어와 유럽투어를 가졌다.
2012년엔 캐나다의 밴드 Nadja와의 공동앨범 The Primitive World를 낸다. 메이헴, Sunn O))) 보컬인 아틸라와 함께 데모음반 dottrue를 만들었다.

## 음반
アルバム
- Alchemic Heart(2011/1/25)
- 2011 Rule The World = Deathtiny Land bc
- the divine move(2014/4/9)
- my beautiful twisted nightmares in aurora rainbow darkness(2014/4/23)
- Some Nightmares Take You Aurora Rainbow Darkness(2014/6/24)
- 2016 The Sea Is Never Full (as Dakota Suite | Vampillia) bc

ミニアルバム
- Sppears (2009/10/17)
- dottrue with Attila Csihar (2012/7/17)
- hefner trombones vol.1 (2013/8/26)
- endless summer with  ツジコノリコ (2013/9/4)
- die you hard! (2013/11/11)
- you should go first (2014/08/15)
- dusty nail(2015/1/1)

コラボレーションアルバム
- The Primitive World with Nadja (2012/3/4)
- The Perfect World with Nadja (2013/8/27)
- ɪmpəˈfɛkʃ(ə)n with Nadja (2014/6/20)

配信
- Vampillia meets μ-Ziq with μ-Ziq  (2013/5/5)
- Circle(2013/11/8)
- White Silence(2014/3/3)